# Альянс нового Косова
Альянс нового Косова (алб. Aleanca Kosova e Re, AKR) — центристська політична партія косовських албанців.
Партія була заснована 17 березня 2006 року, її лідером став Беджет Пацоллі, бізнесмен і власник компанії Mabetex. Виборчим дебютом партії були місцеві вибори у 2007 році, які принесли їй 8 % голосів і зробили четвертою політичною силою в Косово. На виборах до парламенту Косово, що відбулись 17 листопада 2007 AKR збільшила свою частку, вигравши 12,3 % голосів (третє місце серед партій на виборах). Завдяки 13 мандатам AKR стала найсильнішою партією опозиції в парламенті. На виборах 2010 року представництво партії трохи зменшилось, коли вона виграла 8 місць в парламенті, що дало їй п'яте найбільше число місць.
AKR підтримує ідею економічного поділу Косово, який повинен дати сербам, що живуть в північній частині країни, повну економічну незалежність від влади в Приштині.
Лідер партії Беджет Пацоллі у лютому 2011 став президентом Косова, але після оголошення про неконституційність виборів подав у відставку.